# Costel Pantilimon
Costel Pantilimon, född 1 februari 1987, är en rumänsk fotbollsmålvakt.

## Karriär
Den 31 januari 2018 lånades Pantilimon ut till Nottingham Forest över resten av säsongen 2017/2018. Den 3 juli 2018 blev det klart att Nottingham Forest värvade Pantilimon. Han skrev på ett treårskontrakt med klubben. Den 30 januari 2020 lånades Pantilimon ut till cypriotiska Omonia på ett låneavtal över resten av säsongen 2019/2020.
Den 4 september 2020 värvades Pantilimon av turkiska Denizlispor.